# Garvey's Ghost
Garvey's Ghost è un album dub di Burning Spear, pubblicato dalla Island Records nel 1976. Si tratta della versione dub dell'album Marcus Garvey pubblicato nel 1975, registrato al Randy's Studio e mixato al Island Studio di Hammersmith.

## Tracce
Lato A
1. The Ghost – 3:24 (Winston Rodney)
2. I and I Survive – 3:37 (Winston Rodney)
3. Black Wa-Da-Da – 3:17 (Carl Paisley, Phillip Fullwood, Winston Rodney)
4. John Burns Skank – 3:10 (Mackba Rodney, Marcus Rodney, Winston Rodney)
5. Brain Food – 3:05 (Winston Rodney)

Lato B
1. Farther East of Jack – 3:59 (Phillip Fullwood, Winston Rodney)
2. 2000 Years – 3:59 (Delroy Hines, Rupert Willington, Winston Rodney)
3. Dread River – 2:55 (M Lawrence, Phillip Fullwood, Winston Rodney)
4. Workshop – 3:10 (A. Folkes, Phillip Fullwood, Winston Rodney)
5. Reggaelation – 3:06 (Winston Rodney)

## Musicisti
- Winston Rodney - voce, arrangiamenti
- Rupert Willington - armonie vocali, cori
- Delroy Hines - armonie vocali, cori
- Earl Chinna Smith - chitarra solista
- Valentine Tony Chin - chitarra ritmica
- Richard Dirty Harry Hall - sassofono tenore
- Herman Marquis - sassofono alto
- Bernard Touter Harvey - clavinet, organo, pianoforte
- Tyrone Downie - organo, pianoforte
- Bobby Ellis - tromba
- Vincent Trommie Gordon - trombone
- Carlton Sam Samuels - flauto
- Robbie Shakespeare - basso
- Aston Barrett - basso
- Leroy Wallace - batteria
- Lawrence Jack Ruby Lindo  - produttore, dubbing
- Errol Thompson - ingegnere del suono
- George Philpott - ingegnere del suono
- Dick Cuthell - ingegnere del suono - dubbing
- John Burns - ingegnere del suono - dubbing